# Josef Čurda
Josef Čurda (1916 – ?) je bývalý československý fotbalista, záložník.

## Fotbalová kariéra
V nejvyšší soutěži hrál za SK Židenice. Nastoupil v 57 ligových utkáních. Dále hrál za SK Husovice a FC Sparta Brno.
Ve Středoevropském poháru 1938 odehrál obě utkání proti maďarskému klubu Ferencváros Budapešť.

### Ligová bilance
| Ročník               | Zápasy | Góly | Klub        |
| -------------------- | ------ | ---- | ----------- |
| Státní liga 1936/37  | 4      | 0    | SK Židenice |
| Státní liga 1937/38  | 11     | 0    | SK Židenice |
| Státní liga 1938/39  | 11     | 0    | SK Židenice |
| Národní liga 1939/40 | 18     | 0    | SK Židenice |
| Národní liga 1940/41 | 8      | 0    | SK Židenice |
| Národní liga 1941/42 | 6      | 0    | SK Židenice |
| CELKEM               | 58     | 0    |             |